# Mnichovice
Mnichovice là một thị trấn thuộc huyện Praha-východ, vùng Středočeský, Cộng hòa Séc.